# Yamena
Yamena (en árabe: انجمينا, Injamīnā, AFI: [nˈʤɑmɛnə], "lugar de reposo"; en francés: N'Djaména o Ndjamena) es la ciudad capital de Chad, y la ciudad con más habitantes del país. Hasta 1973 se la conoció con el nombre de Fort-Lamy. Tiene una población aproximada de 1 092 066 habitantes. Es también una región con estatuto especial, dividida en diez distritos (arrondissements).
Está atravesada por los ríos Chari y Logone. Posee un puerto, y cumple principalmente una función administrativa, y como lugar de almacenamiento de diferentes productos (ganadería, sal, cereales, entre otros).

## Historia

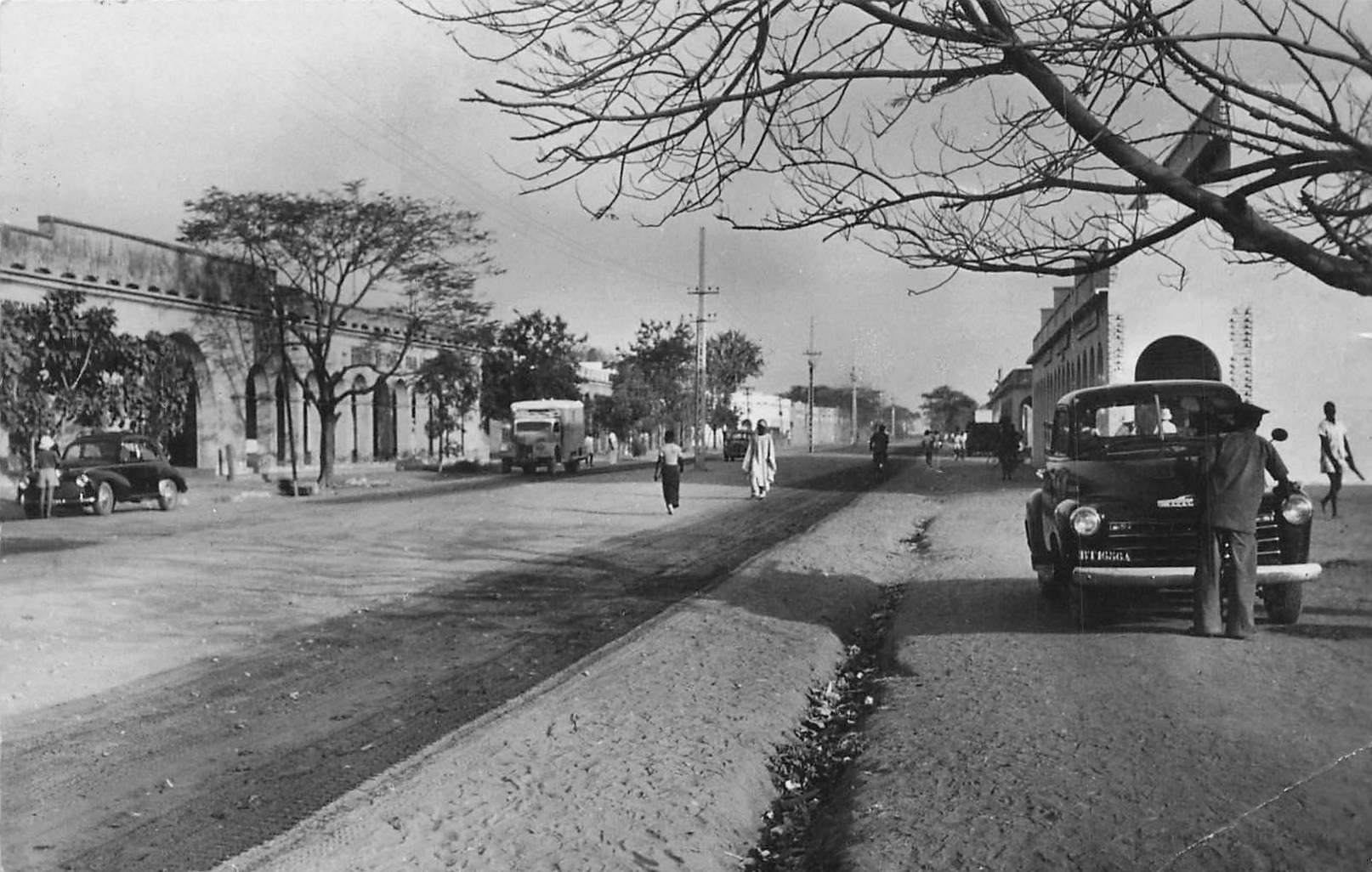
Una calle de Yamena, 1952.

Fue fundada el 29 de mayo de 1900 por el marino francés Émile Gentil como un fuerte colonial francés, con el nombre de Fort-Lamy (nombre que mantuvo hasta 1973), en honor al explorador y comandante del Ejército Francés François Joseph Amédée Lamy, fallecido el 22 de abril en la Batalla de Kousséri, en Camerún. El 6 de noviembre de 1973 el presidente François Tombalbaye la renombra Yamena, del nombre de un pueblo árabe cercano, Am Djamena, que significa "lugar de descanso". Este cambio era parte de un programa de africanización. Fue una importante ciudad comercial y se convirtió en la capital de la región y de la nación.
Durante la Segunda Guerra Mundial, los franceses confiaron en el aeropuerto de la ciudad para trasladar tropas y suministros. El 21 de enero de 1942, un solitario He 111 alemán del Sonderkommando Blaich bombardeó con éxito el aeródromo de Fort-Lamy, destruyendo suministros de petróleo y diez aviones. Fort-Lamy recibió su primera sucursal bancaria en 1950, cuando el Banco de África Occidental (BAO) abrió una sucursal allí.
El 6 de abril de 1973, el presidente François Tombalbaye cambió su nombre por el de N'Djamena (tomado del árabe nombre de un pueblo cercano, Niǧāmīnā, que significa "lugar de descanso") como parte de su programa de africanización authenticité. La ciudad fue ocupada por Libia durante la intervención libia de 1980-81 en el marco del conflicto chadiano-libio, y el Gobierno de Transición de Unidad Nacional asociado.
La ciudad fue parcialmente destruida durante el Guerra Civil de Chad, en 1979 y de nuevo en 1980. En estos años, casi toda la población huyó de la ciudad, buscando refugio en la orilla opuesta del río Chari, en Camerún, junto a la ciudad de Kousseri. Los residentes no regresaron hasta 1981-82, tras el fin de los enfrentamientos. Hasta 1984, las instalaciones y los servicios estuvieron sometidos a un estricto racionamiento, y las escuelas permanecieron cerradas.
El periodo de agitación en la ciudad se inició con el frustrado intento de golpe de Estado del primer ministro norteño Hissène Habré contra el presidente sureño Félix Malloum: aunque Malloum y el ejército nacional que le era leal fueron derrotados, la intervención en la batalla de otras facciones norteñas rivales a la de Habré complicó la situación. En 1979 se alcanzó una tregua temporal gracias a la mediación internacional, que estableció al señor de la guerra Goukouni Oueddei al frente de un gobierno de unidad nacional con su rival Habré como ministro de Defensa. La intensa rivalidad entre Goukouni y Habré provocó el estallido de nuevos enfrentamientos en la ciudad en 1980; Yamena se encontró dividida en sectores controlados por los distintos señores de la guerra. El tira y afloja sólo llegó a su fin después de muchos meses, cuando Goukouni solicitó la intervención de los libios, cuyos tanques arrollaron las defensas de Habré en la capital.
Tras las diferencias entre Goukouni y Muamar Gadafi y la desaprobación internacional de la intervención libia, las tropas libias abandonaron la capital y Chad en 1981. Esto abrió la puerta a Habré, que marchó sobre Yamena, ocupando la ciudad sin apenas resistencia en 1982 e instalándose como nuevo presidente. Finalmente fue desalojado de forma similar en 1990 por un antiguo general suyo, Idriss Déby, quien a partir del 2016 es jefe de Estado de Chad.
La ciudad sólo tenía 9.976 habitantes en 1937, pero una década más tarde, en 1947, la población casi se había duplicado hasta alcanzar los 18.435 habitantes. En 1968, tras la independencia, la población alcanzó los 126.483 habitantes. En 1993 superó el medio millón, con 529.555 habitantes. Buena parte de este crecimiento se ha debido a los refugiados que huyeron a Yamena en busca de seguridad, aunque muchas personas huyeron de Yamena, también en función de la situación política. La ciudad superó el millón de habitantes a principios de la década de 2010.
En 1960 se convirtió en la capital de Chad, tras la independencia del país. La ciudad sufrió un éxodo tras la Guerra Civil de 1979, pero la población volvió a crecer desde entonces.
Durante la guerra con Libia, Yamena fue inicialmente bombardeada por la fuerza aérea libia, y tropas chadianas pro-libias al mando de Goukouni Oueddei tomaron la capital en 1979. En junio de 1981, Yamena fue recuperada por las tropas fieles a Hissène Habré, un chadiano apoyado por Estados Unidos. Durante la guerra con Libia, la ciudad sufrió fuertes daños y la mitad de la población huyó. En los siguientes años las tropas libias apoyaron a los insurgentes chadianos contra el gobierno de Habré, y Yamena fue siempre el blanco de sus fallidas ofensivas. Debido a que el gobierno chadiano recibió ayuda de Francia, en 1986, el aeropuerto de Yamena fue bombardeado por los libios.
El 13 de abril de 2006, un ataque rebelde del Frente Unido para el Cambio Democrático contra la ciudad fue derrotado en la Batalla de Yamena (2006). La ciudad volvió a ser atacada el 2 de febrero de 2008, por los rebeldes de la UFDD y la RFC. En el ataque murieron unos 160 civiles y 700 resultaron heridos (véase Segunda batalla de Yamena).
Posee tres hospitales, el palacio de gobierno, un aeropuerto internacional, un museo, una catedral y una universidad.

## Clima
Yamena posee un clima tropical semidesértico, teniendo una corta temporada húmeda y una larga temporada de sequía. Basándose en temperaturas anuales, es una de las ciudades más calientes del mundo. Ha llegado a registrar un máximo histórico alrededor de 47 grados celsius.
| Parámetros climáticos promedio de Yamena, Chad (1961–1990) | Parámetros climáticos promedio de Yamena, Chad (1961–1990) | Parámetros climáticos promedio de Yamena, Chad (1961–1990) | Parámetros climáticos promedio de Yamena, Chad (1961–1990) | Parámetros climáticos promedio de Yamena, Chad (1961–1990) | Parámetros climáticos promedio de Yamena, Chad (1961–1990) | Parámetros climáticos promedio de Yamena, Chad (1961–1990) | Parámetros climáticos promedio de Yamena, Chad (1961–1990) | Parámetros climáticos promedio de Yamena, Chad (1961–1990) | Parámetros climáticos promedio de Yamena, Chad (1961–1990) | Parámetros climáticos promedio de Yamena, Chad (1961–1990) | Parámetros climáticos promedio de Yamena, Chad (1961–1990) | Parámetros climáticos promedio de Yamena, Chad (1961–1990) | Parámetros climáticos promedio de Yamena, Chad (1961–1990) |
| Mes                                                        | Ene.                                                       | Feb.                                                       | Mar.                                                       | Abr.                                                       | May.                                                       | Jun.                                                       | Jul.                                                       | Ago.                                                       | Sep.                                                       | Oct.                                                       | Nov.                                                       | Dic.                                                       | Anual                                                      |
| ---------------------------------------------------------- | ---------------------------------------------------------- | ---------------------------------------------------------- | ---------------------------------------------------------- | ---------------------------------------------------------- | ---------------------------------------------------------- | ---------------------------------------------------------- | ---------------------------------------------------------- | ---------------------------------------------------------- | ---------------------------------------------------------- | ---------------------------------------------------------- | ---------------------------------------------------------- | ---------------------------------------------------------- | ---------------------------------------------------------- |
| Temp. máx. abs. (°C)                                       | 41.8                                                       | 47.6                                                       | 46.5                                                       | 48.3                                                       | 49.1                                                       | 44.0                                                       | 46.0                                                       | 38.6                                                       | 40.5                                                       | 43.6                                                       | 47.5                                                       | 40.5                                                       | 49.1                                                       |
| Temp. máx. media (°C)                                      | 32.4                                                       | 35.2                                                       | 38.7                                                       | 41.0                                                       | 40.0                                                       | 37.2                                                       | 33.5                                                       | 31.6                                                       | 33.7                                                       | 36.9                                                       | 35.8                                                       | 33.5                                                       | 35.8                                                       |
| Temp. media (°C)                                           | 23.4                                                       | 25.9                                                       | 29.9                                                       | 32.9                                                       | 32.9                                                       | 30.9                                                       | 28.3                                                       | 27.0                                                       | 28.2                                                       | 29.4                                                       | 26.8                                                       | 24.2                                                       | 28.3                                                       |
| Temp. mín. media (°C)                                      | 14.3                                                       | 16.6                                                       | 21.0                                                       | 24.8                                                       | 25.8                                                       | 24.7                                                       | 23.1                                                       | 22.4                                                       | 22.7                                                       | 21.8                                                       | 17.8                                                       | 14.8                                                       | 20.8                                                       |
| Temp. mín. abs. (°C)                                       | 6.5                                                        | 8.0                                                        | 11.3                                                       | 16.2                                                       | 16.8                                                       | 18.2                                                       | 17.7                                                       | 18.5                                                       | 15.1                                                       | 13.5                                                       | 10.3                                                       | 8.4                                                        | 6.5                                                        |
| Precipitación total (mm)                                   | 0                                                          | 0                                                          | 0.3                                                        | 10.3                                                       | 25.8                                                       | 51.0                                                       | 143.8                                                      | 174.4                                                      | 84.3                                                       | 20.3                                                       | 0.1                                                        | 0                                                          | 510.3                                                      |
| Días de precipitaciones (≥ 0.1 mm)                         | 0                                                          | 0                                                          | 1                                                          | 3                                                          | 6                                                          | 9                                                          | 13                                                         | 15                                                         | 9                                                          | 3                                                          | 1                                                          | 0                                                          | 60                                                         |
| Horas de sol                                               | 297.6                                                      | 277.2                                                      | 282.1                                                      | 273.0                                                      | 285.2                                                      | 258.0                                                      | 213.9                                                      | 201.5                                                      | 228.0                                                      | 285.2                                                      | 300.0                                                      | 303.8                                                      | 3205.5                                                     |
| Humedad relativa (%)                                       | 29                                                         | 23                                                         | 21                                                         | 28                                                         | 39                                                         | 52                                                         | 68                                                         | 76                                                         | 72                                                         | 49                                                         | 33                                                         | 31                                                         | 43.4                                                       |
| Fuente n.º 1: WMO                                          |                                                            |                                                            |                                                            |                                                            |                                                            |                                                            |                                                            |                                                            |                                                            |                                                            |                                                            |                                                            |                                                            |
| Fuente n.º 2: CMA                                          |                                                            |                                                            |                                                            |                                                            |                                                            |                                                            |                                                            |                                                            |                                                            |                                                            |                                                            |                                                            |                                                            |

## Gobierno

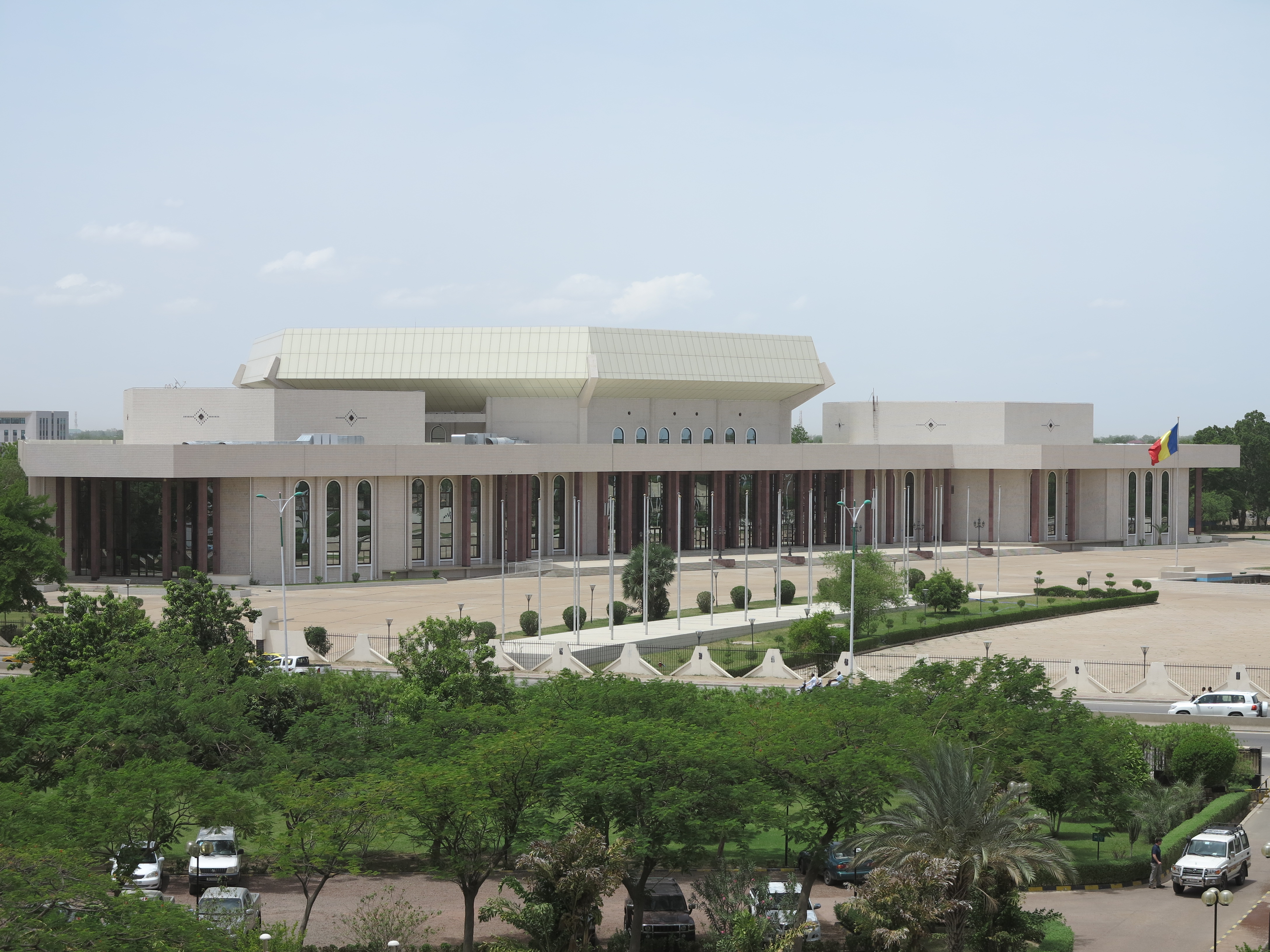
Asamblea Nacional de Chad.

Yamena es la sede de la Asamblea Nacional de Chad, así como de numerosas organizaciones y partidos políticos y de todos los ministerios nacionales. También se encuentran en Yamena el Tribunal Supremo y el Tribunal de Apelación, así como las principales embajadas en Chad, incluidas las de Francia y Estados Unidos. A veces se considera dentro de las región de la Chari-Baguirmi, aunque separada.

## Economía

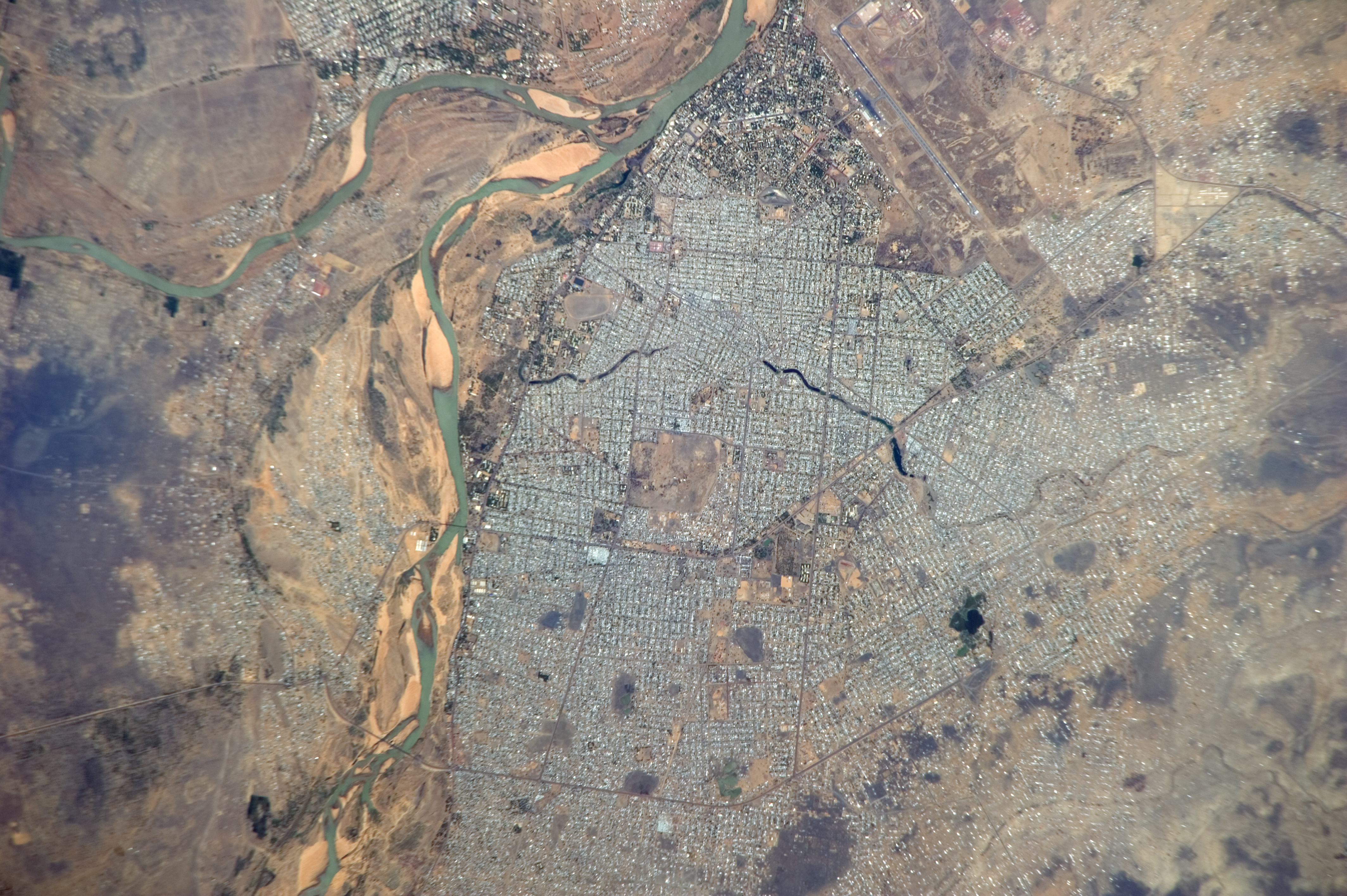
Vista aérea de Yamena.

La principal fuente económica de Yamena es el trabajo agrícola. Alrededor del 80% de la población de Yamena trabaja en industrias basadas en la agricultura, incluyendo el cultivo de cosechas y la cría de ganado. Por lo tanto, la economía de Yamena depende casi totalmente del buen tiempo, lo que hace que la economía se resienta en años de escasas precipitaciones. Yamena recibe ayuda financiera del Banco Mundial, así como del Banco Africano de Desarrollo. Existe una gran demanda de mano de obra cualificada en Yamena para trabajar en los sectores del petróleo y el gas, así como de trabajadores para organizaciones no gubernamentales extranjeras, servicios médicos y enseñanza del inglés. Los residentes en Yamena están sujetos al pago de impuestos hasta un importe máximo del 60% de todos los ingresos netos.

## Turismo

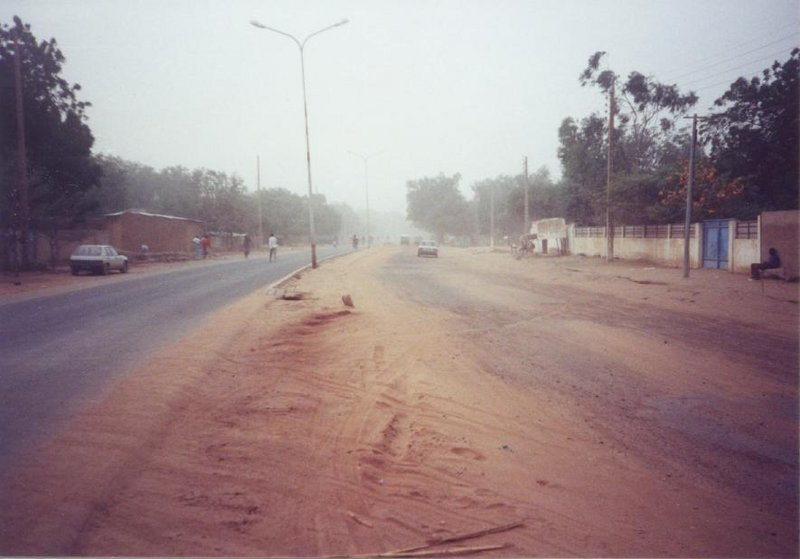
Una calle de Yamena.

Entre las atracciones de la ciudad se incluye el Museo Nacional de Chad, la catedral y varias mezquitas.

## Educación
Yamena tiene una universidad, escuelas de administración y medicina veterinaria, un gran número de escuelas secundarias (incluyendo al antiguo Liceo Félix Éboué y el Liceo Técnico-Comercial) y la Escuela Americana Internacional de Yamena.

## Transporte
Yamena está conectada por un puente a Kousséri, en Camerún.
El Aeropuerto Internacional de Yamena (código IATA NDJ) está localizado en las afueras de la ciudad.
Históricamente, la conexión principal de Yamena con el exterior era a través de la navegación fluvial por los ríos Chari y Logone, pero estos ahora sólo son usados para cargas pequeñas. La ciudad no posee ferrocarriles para transporte.

## Cultura
En la ciudad de Yamena se puede observar el bello paisaje del barrio histórico con su arquitectura colonial de casas de adobe. El Museo Nacional posee colecciones de la cultura Sahr, que se remonta al siglo IX. El colorido mercado es el lugar ideal para contemplar la vida local y comprar alfombras y joyas hechas in situ.

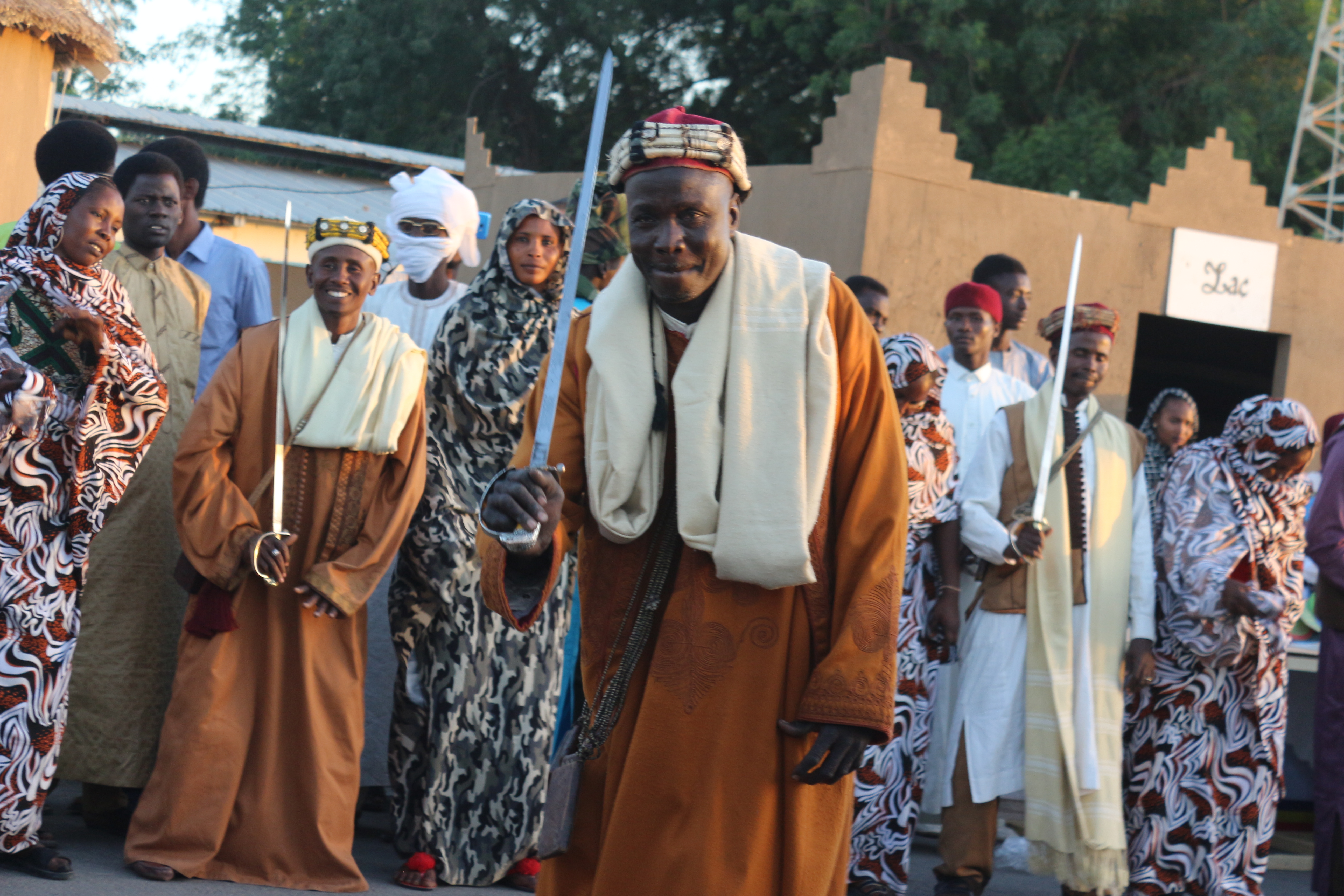
El festival Dary en Yamena

Entre las atracciones de la ciudad destacan el Museo Nacional de Chad, el Centro Cultural Al-Mouna, la Catedral de Nuestra Señora de la Paz de Yamena y varias mezquitas. En el Museo Nacional del Chad se puede ver el cráneo parcial del Sahelanthropus, llamado por los lugareños "Toumaï". Este cráneo fue descubierto en el norte de Chad y se considera que es de uno de los primeros antepasados humanos. Yamena fue nombrada Capital de la Cultura Islámica en 2009.

## Ciudades hermanadas
- Toulouse, desde 1988 (Acuerdo de colaboración)
- Marsella, desde 1989 (Acuerdo de colaboración)